# Ponte B. J. Habibie
Die Ponte B. J. Habibie ist eine Brücke in der osttimoresischen Hauptstadt Dili. Sie führt kurz vor dessen Mündung über den Mota Claran und verbindet die vom Westen kommende Avenida Marginal mit der vom Osten kommenden Avenida Sant'Ana. Die Brücke wurde am 29. August 2019, anlässlich des zwanzigjährigen Jubiläums des Unabhängigkeitsreferendums am 30. August 1999 vom ehemaligen osttimoresischen Präsidenten José Ramos-Horta eingeweiht. Die Straßenbrücke kostete vier Millionen US-Dollar.
Gemeinsam mit der Brücke wurde auch der danebenliegende Park Jardim B. J. Habibie eröffnet. Nach starken Regenfällen brach im März 2020 die Uferbefestigung am Park teilweise ein.

## Name
Die Brücke ist nach dem ehemaligen indonesischen Präsidenten Bacharuddin Jusuf Habibie benannt, der das Unabhängigkeitsreferendum im indonesisch besetzten Osttimor ermöglichte. Die Namenswahl führte zu Protesten aus der Bevölkerung, da Habibies Rolle sehr ambivalent angesehen wird. Habibie hatte sich unter internationalem Druck für das Referendum entschieden, verhinderte aber die Entsendung einer UN-Schutztruppe. Nach dem Erfolg der Unabhängigkeitsbewegung führte die indonesische Armee gegen die Osttimoresen eine Strafaktion durch, die das Land verwüstete und etwa 1500 bis 2000 Menschen das Leben kostete. Durch den Verlust Osttimors musste Habibie schließlich auf eine Wiederwahl als indonesischer Präsident verzichten. Habibie verstarb wenig später nach der Einweihung der Brücke.